# Ohr (casa discografica)
La Ohr è stata una casa discografica tedesca attiva tra il 1969 e il 1973. 

## Storia
La Ohr ebbe un ruolo pionieristico nella diffusione del cosiddetto Krautrock. Il fondatore (insieme a Peter Meisel), ideatore e produttore chiave è stato il giornalista musicale e organizzatore di concerti Rolf-Ulrich Kaiser. che nel 1968 e nel 1969 era stato tra gli organizzatori ad Essen del festival musicale International Essener Songtage, con molti ospiti importanti come Tim Buckley, Frank Zappa con The Mothers of Invention, i Tangerine Dream, Julie Driscoll e Brian Auger & The Trinity, gli Amon Düül e altri; Kaiser coinvolse come tecnico del suono Conny Plank, al suo debutto.
Alcuni dei più importanti gruppi rock tedeschi conosciuti a livello nazionale e internazionale come i Tangerine Dream, gli Embryo, i Guru Guru e gli Ash Ra Tempel hanno debuttato con questa casa discografica. Nel corso della sua attività la Ohr ha pubblicato 33 Long playing (inclusi cinque doppi LP) e dodici singoli a 45 giri.
Per la distribuzione la Ohr si affidava alla Metronome, mentre in Italia era stato stipulato un accordo con la PDU.

## I dischi pubblicati

### 33 giri
| Numero di catalogo | Anno | Interprete                      | Titoli                                |
| ------------------ | ---- | ------------------------------- | ------------------------------------- |
| OMM 56000          | 1970 | Floh de Cologne                 | Fließbandbabys Beat-Show              |
| OMM 56001          | 1970 | Limbus 4                        | Mandalas                              |
| OMM 56002          | 1970 | Bernd Witthüser                 | Lieder von Vampiren, Nonnen und Toten |
| OMM 56003          | 1970 | Embryo                          | Opal                                  |
| OMM 56004          | 1970 | Tangerine Dream                 | Electronic Meditation                 |
| OMM 56005          | 1970 | Guru Guru                       | UFO                                   |
| OMM 56006          | 1970 | AA.VV.                          | Ohrenschmaus                          |
| OMM 56007          | 1970 | Annexus Quam                    | Osmose                                |
| OMM 56008          | 1971 | Amon Düül                       | Paradieswärts Düül                    |
| OMM 56009          | 1971 | Roger Bunn                      | Peace of Mind                         |
| OMM 56010          | 1971 | Floh de Cologne                 | Rockoper Profitgeier                  |
| OMM 56011          | 1971 | Paul e Limpe Fuchs, Anima Sound | Stürmischer Himmel                    |
| OMM 56012          | 1971 | Tangerine Dream                 | Alpha Centauri                        |
| OMM 56013          | 1971 | Ash Ra Tempel                   | Ash Ra Tempel                         |
| OMM 56014          | 1971 | Xhol                            | Hau-RUK                               |
| OMM 56015          | 1971 | Birth Control                   | Operation                             |
| OMM 56016          | 1971 | Witthüser & Westrupp            | Trips und Träume                      |
| OMM 56017          | 1971 | Guru Guru                       | Hinten                                |
| OMM 56018          | 1971 | Various Mittens                 | Ins Ohr (sampler)                     |
| OMM 56019          | 1972 | Mythos                          | Mythos                                |
| OMM 56020          | 1972 | Ash Ra Tempel                   | Schwingungen                          |

### 45 giri
| Numero di catalogo | Anno | Interprete           | Titoli                                            |
| ------------------ | ---- | -------------------- | ------------------------------------------------- |
| OS 57.000          | 1970 | Amon Düül            | Eternal Flow/Paramechanical World                 |
| OS 57.001          | 1970 | Floh de Cologne      | St. Pauli, Du mein Loch zur Welt/Bruno-Lied       |
| OS 57.002          | 1970 | Witthüser & Westrupp | Einst kommt die Nacht/Wer schwimmt dort (Flipper) |
| OS 57.003          | 1970 | Birth Control        | Hope/Rollin’                                      |
| OS 57.004          | 1971 | Witthüser & Westrupp | Nimm einen Joint/Lasst uns auf die Reise gehen    |
| OS 57.005          | 1971 | Birth Control        | The Work Is Done/Flesh And Blood                  |
| OS 57.006          | 1971 | Tangerine Dream      | Ultima Thule, Teil 1/Ultima Thule, Teil 2         |